# カタウウォルクス
カトゥウオルコス（ローマ語文字で先住名: CATVVOLCOS、ローマ字: Catuuolcosから拉および仏: Catuvolcos、拉: Catuvolcusまで）またはカティウオルクスかカタウウォルクス（英・独: Cativolcus、蘭・英・独: Catuvolcus、? - 紀元前53年）は、紀元前1世紀のガリア人で「エブロネス族の半へ王」（2人いた王の1人、他方はアンビオリクス）。

## 来歴
紀元前54年、ガリア戦争で共に王であったアンビオリクスと共にローマの支配に対し反乱をおこす。しかし翌年、ガリア総督ガイウス・ユリウス・カエサルが反攻に転じエブロネス族の領地に破壊と略奪を行いながら侵入してくると、高齢のため軍務にも逃亡生活にも耐えられないと判断したカタウウォルクスは部族に災いをもたらした者としてアンビオリクスを呪いながら毒をあおいで自殺したという。